# دارک کانتی (اوهایو)
دارک کانتی، اوهایو (به انگلیسی: Darke County, Ohio) یک سکونتگاه مسکونی در ایالات متحده آمریکا است که در اوهایو واقع شده‌است.